# Platypalpus vegrandis
Platypalpus vegrandis is een vliegensoort uit de familie van de Hybotidae. De wetenschappelijke naam van de soort is voor het eerst geldig gepubliceerd in 1943 door Frey.